# La città dei morti (film)
La città dei morti (The City of the Dead) è un film del 1960 diretto da John Llewellyn Moxey.

## Trama
Dopo che il professor Driscoll le ha raccontato la storia di Elizabeth Selwyn, arsa viva sul rogo come strega nel 1692 a Whitewood (uno sperduto villaggio del Massachusetts), la studentessa Nan Barlow si mette in viaggio per raggiungere il posto e proseguire laggiù le sue ricerche sulla stregoneria. A Whitewood però la ragazza non riesce a sapere molto di più sul rogo di Elizabeth Selwyn, nemmeno dalla signora Newless, che pure espone nella sua locanda una targa commemorativa di quel tragico evento. Le viene in aiuto Patricia, nipote del pastore e proprietaria di un negozio d'antiquariato, che le presta un libro sul culto del Demonio nella Nuova Inghilterra. La studentessa certo non immagina di essere in grave pericolo e non ascolta il consiglio del pastore di fuggire subito da Whitewood. Dopo la sua scomparsa il fratello Richard, aiutato da Patricia, comincia a indagare  e scopre che un crudele rito sacrificale viene celebrato a Whitewood due volte l'anno nelle notti di Candelora e May Day.

## Produzione
Il film è stato prodotto da Milton Subotsky e Max Rosenberg per la Vulcan Films Production. Gli stessi fonderanno successivamente la più nota Amicus, casa di produzione britannica specializzata in film horror a episodi.

### The City of the DeadePsycho
Nonostante vi siano evidenti analogie tra questo film e il capolavoro di Alfred Hitchcock— la protagonista brutalmente assassinata prima della metà del film, il mistero risolto da un parente e da un amico della vittima, un luogo sinistro e isolato come teatro della vicenda — sembra improbabile che, nel medesimo anno, una produzione americana e una inglese riuscissero a influenzarsi reciprocamente, vista anche la diversità dei soggetti (un horror e un thriller), sebbene Robert Bloch, ovvero l'autore del romanzo da cui è tratto Psycho e futuro sceneggiatore dell'Amicus co-diretta da Milton Subotsky, sia comunque coinvolto: mentre quest'ultimo scriveva il soggetto de La città dei morti, consultò sia Bloch che George Baxt, che poi venne accreditato.

## Distribuzione
In Gran Bretagna il film è stato distribuito dalla Britannia Films e dalla British Lion Film Corporation, mentre negli Stati Uniti la Trans Lux lo ha distribuito nel 1962. La versione americana, dove è stato distribuito con il titolo Horror Hotel) dura circa due minuti in meno dell'originale e presenta dei tagli nelle scene iniziali, quando Elizabeth Selwyn invoca il Diavolo e lancia la sua maledizione sul villaggio. La pellicola è entrata nel pubblico dominio negli Stati Uniti. 
Del film venne ricavata una riduzione italiana in cineromanzo col medesimo titolo della pellicola, pubblicato dalla testata Malìa, n. 43, 1964.

## Curiosità
- Nell'Inghilterra e nelle colonie americane del XVII secolo le streghe venivano condannate all'impiccagione e non al rogo[2].
- Brevi brani del film sono stati inseriti nel video ufficiale del singolo degli Iron Maiden Bring Your Daughter... To the Slaughter.